# Cinema marginal
Le Cinéma marginal (Cinema marginal, également appelé cinéma d'invention, cinéma marginalisé ou udigrúdi) est un mouvement cinématographique brésilien qui s'est répandu dans tout le pays entre la mi-1968 et 1973, avec Boca do Lixo et Belair Filmes à São Paulo comme principaux producteurs. Émergeant d'une relation paradoxale de dialogue et de rupture avec le Cinema Novo et associé au mouvement révolutionnaire et de guérilla, le cinéma marginal prône l'idéologie de la contre-culture, en plus de créer une ouverture pour un dialogue ludique et intertextuel avec le classicisme narratif hollywoodien et les chanchadas.
Ayant une relation forte avec le tropicalismo, le cinéma marginal a également subi une grande répression et censure de la part de la dictature qui s'établissait au Brésil en raison de ses films extrémistes au contenu sexuel et violent et qui suivaient la soi-disant esthétique des ordures. Parmi ses représentants les plus importants figurent Rogério Sganzerla (O Bandido da Luz Vermelha, A Mulher de Todos), Júlio Bressane (Matou a Família e foi ao Cinema, O Anjo Nasceu) et Ozualdo Candeias (A Margem, A Herança).

## Principaux cinéastes et films
- Rogerio Sganzerla 
  - O Bandido da Luz Vermelha (1968)
  - A mulher de todos (pt) (1969)
  - Sem Essa, Aranha (pt) (1970)

- Júlio Bressane 
  - O Anjo Nasceu (pt) (1969)
  - A família do barulho (1969)
  - Matou a família e foi ao cinema (pt) (1969)

- Ozualdo Candeias 
  - A herança (1970)
  - A Margem (1967)
  - O Acordo (pt) (1968), partie de Trilogia de Terror de José Mojica Marins

- Andrea Tonacci
  - Bang Bang (1970)

- Neville d'Almeida (pt) 
  - Mangue Bangue (1971)
  - Gatos da Noite (1972)

- João Batista de Andrade (pt) 
  - Gamal, o delírio do sexo (1969)
  - Em cada coração um punhal (1969)